# Adinolfo da Mineo

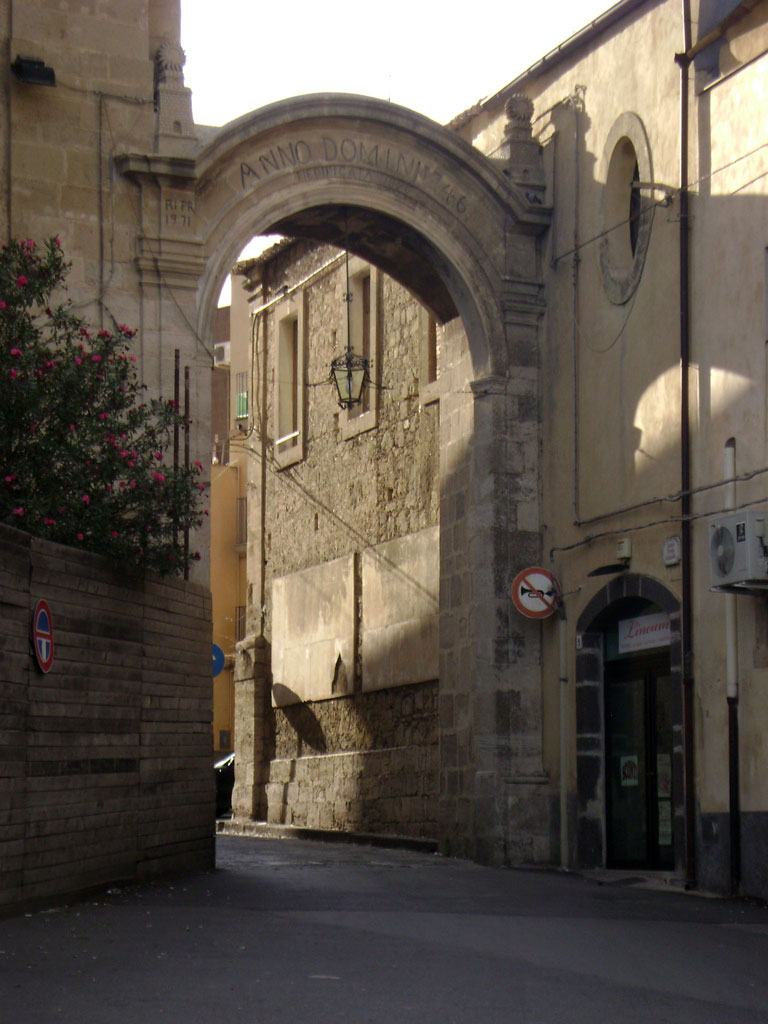
Porta Adinolfo a Mineo

Adinolfo da Mineo (Catania, 1264 – Trapani, 1287) fu un nobile siciliano.

## Biografia
Partecipò, insieme a Giovanni da Procida e allo zio Alaimo da Lentini, alla rivolta dei Vespri del 1282, dato che la cittadina di Mineo subiva ingiustizie e mal governo sotto la dominazione angioina, che occupò la città nel 1266. Per placare gli animi intervenne Pietro III d'Aragona che tentò una riconciliazione. Agli aragonesi i ribelli offrirono la corona siciliana, in cambio dell'aiuto offerto per scacciare gli Angioini.
Per la sua opera, il popolo di Mineo tributò ad Adinolfo una porta chiamata appunto Porta Adinolfo, presente ancora oggi.

### Disgrazia e morte
Adenolfo condivise la disgrazia in cui cadde suo zio Alaimo di Lentini e della di lui moglie Macalda di Scaletta, in quanto la grande popolarità acquisita dopo le coraggiose gesta militari diventava troppo pericolosa per gli Aragonesi. Accusati di congiura, i due militari furono dapprima condotti in Spagna e poi rispediti in Sicilia nell'agosto 1287. Prima di poter toccare terra però ai due sospettati venne letta la sentenza di morte del re Giacomo II di Aragona, succeduto al padre Pietro nei domini siciliani. La sentenza fu quindi eseguita con la mazzeratura: zio e nipote furono gettati in mare zavorrati, morendo annegati.